# Die Bauern von Mahembe
Pour plus de détails, voir Fiche technique et Distribution.
Die Bauern von Mahembe est un film suisse réalisé par la cinéaste Marlies Graf-Dätwyler, sorti en 1975.

## Synopsis
Vingt ans après l'indépendance de la Tanzanie, lumière sur les « villages-ujamaa », modèles d'organisation collectivistes encouragés par le nouveau pouvoir. Les paysans d'une de ces coopératives sont interviewés entre enthousiasme et difficultés par l'équipe de Marlies Graf qui ont aussi pour objectif de décoloniser le documentaire.

## Fiche technique
- Titre : Die Bauern von Mahembe
- Réalisation : Marlies Graf-Dätwyler
- Scénario : Marlies Graf-Dätwyler
- Photographie : Fritz E. Maeder
- Script : Esther Enderli
- Son : Han-Peter Dür et Peter Begert
- Montage : Marlies Graf
- Pays d'origine : Suisse
- Langue(s) : allemand, swahili
- Format : coul — 16 mm
- Production : SAFEP, Cinov Film Produktion AG Bern
- Durée : 56 minutes
- Date de sortie : 1975

## Autour du film
Anecdotes et historique de production
- Le film est le premier long-métrage de Marlies Graf. A l'occasion de ce tournage en immersion dans la population locale, l'équipe du film participe durant deux semaines à la vie communautaire du village avant de commencer les prises.
- Projeté à Soleure en 1976, le film reçoit une prime d'étude du DFI de 15000 CHF.
- La langue du film est en fait le swahili, hormis quelques commentaires en voix-off à trois reprises. « La réalisatrice Marlies Graf n'a pas voulu tourner un film SUR l'Afrique mais AVEC des africains[2] ».